# Žaočani
Žaočani (cyr. Жаочани) – wieś w Serbii, w okręgu morawickim, w mieście Čačak. W 2011 roku liczyła 332 mieszkańców.